# 颱風雲雀 (2018年)
颱風雲雀（英語：Typhoon Jongdari，國際編號：1812，聯合颱風警報中心：WP152018），是2018年太平洋颱風季第12個被命名的熱帶氣旋。「雲雀」（韓語：종다리）一名為首次使用，以取代發音近似海嘯造成部份馬來西亞沿海居民恐慌而被除名的熱帶氣旋。此名由北韓所提供，即。雲雀的移動路徑相當罕見，是日本氣象廳自1951年有紀錄以來第四個由東向西進入日本本州的熱帶氣旋，也是首個由東向西橫掃日本本州及九州內陸的熱帶氣旋。在九州南方近海打轉後，向西登陸上海，成為有紀錄以來第四個從東海登陸上海的風暴。

## 氣象歷史
7月19日，一熱帶擾動在關島東南予形成，並穩定地向西移動。7月20日下午，聯合颱風警報中心給予評級「低」。7月21日上午，聯合颱風警報中心將此系統的評級提升為「中」。同日晚上，聯合颱風警報中心將此系統的評級提升為「高」並同時發出熱帶氣旋形成警報。聯合颱風警報中心在7月22日早上將該系統升級為熱帶低氣壓，給予熱帶氣旋編號15W，但其低層環流中心的位置尚不清楚。然而，日本氣象廳一直將其評定為低壓區，直到7月23日晚上才將其升級為熱帶低氣壓。經過幾天的緩慢整合後，該系統在7月24日下午6時左右於沖之鳥島附近被日本氣象廳和聯合颱風警報中心等機構升級為熱帶風暴，給予國際編號1812，並命名為「雲雀」，国家气象中心亦在3小時後作出此升格。翌日，微波圖像顯示風暴形成一低層眼壁，表明系統正在整合。日本氣象廳及國家氣象中心在中午將雲雀升級為強烈熱帶風暴後，該系統受南方近赤道高壓脊的影響下加速向東北方移動。
7月26日，雲雀開始與北方的上層冷心低壓相互作用，使其極向外流顯著增強，即使垂直风切变使環境越來越不利，它仍在下午增強為颱風。受惠於小笠原群島附近溫暖的海面溫度，逹攝氏29至30度，日本氣象廳表示雲雀在7月27日凌晨0時達到最高強度，10分鐘最大持续风速為每小時140公里，中心最低氣壓為965百帕（28.50英寸汞柱）。但聯合颱風警報中心表示雲雀在中午12時達到1分鐘最大持續風速每小時175公里的最高強度，由於上層低氣壓已移至颱風的西北側，並進一步與其相互作用，雲雀的粗糙風眼保持週期性可見的細長結構。隨著引導氣流的影響轉移至風暴東北方的副熱帶高壓脊，雲雀在日本東南方逆時針轉向。
雲雀在7月28日開始受下沉氣流影響，藤原效應使上層低氣壓移至颱風以西。它開始減弱，並向西北方再向西方加速移動，朝向日本本州。日本標準時間7月29日凌晨1時（7月28日下午4時）左右，颱風雲雀以10分鐘最大持續風速每小時120公里、中心氣壓975百帕（28.79英寸汞柱）在三重县伊勢市登陸。風暴在內陸迅速減弱，並於日本標準時間下午5時30分（上午8時30分）以10分鐘最大持續風速每小時75公里、中心氣壓992百帕（29.29英寸汞柱）在福冈县豐前市作第二次登陸。北京时间8月3日上午10時30分（凌晨2時30分），熱帶風暴雲雀登陸上海市金山区。下午3時，國家氣象中心對雲雀停止編號。

## 防災措施及影響

### 日本
當地發布之最高風力警報：暴风警报
由於雲雀估計在28日登陸日本，將主要影響七月初降下豪大雨的關西地區，所以日本氣象廳在登陸之前呼籲民眾注意颱風的動態，防範其帶來的土石流、河水氾濫等災難；在28日東京國際機場和成田国际机场全日本空輸、日本航空、樂桃航空和捷星日本航空合計263個航班受到影響，影響約四萬人的行程，隔天中部國際機場和关西国际机场有四家航空公司合計140個航班受到影響，影響約一點四萬人的行程；雲雀為日本東北部帶來焚風，新潟县三條市和大越市的气象站都測得39.5度攝氏高溫，為有紀錄以來的最高溫，而福井縣坂井市的氣象站有測得39度攝氏高溫，登陸時造成15萬戶停電。
在三重县津市，有鋁板被吹落，砸傷了兩人，同縣的伊賀市，有30棵樹被強風吹倒；在神奈川縣小田原市的國道135號有自用車、警用車及救護車共十五輛被大浪吹翻，有兩人在逃跑時受傷；在靜岡縣熱海市有家酒店餐廳的玻璃被強風吹碎，有五人被碎玻璃割傷；雲雀在日本已造成24人受傷。

### 中國大陸
當地發佈之最高颱風預警信號： 颱風藍色預警信號
雲雀在日本本州以南海域打圈後，逐漸接近華東沿岸，國家氣象中心在8月1日早上6時發佈颱風藍色預警信號，當時雲雀集結在浙江舟山市以東640公里，至翌晨（2日）8時中国气象局啟動重大氣象災害（颱風）四級應急響應。雲雀於上午10時半在上海市金山區登陆，登陸時為浙江東北部、上海及江蘇東南部帶來大雨，下午4時移入江蘇。隨着雲雀減弱為熱帶低壓，國家氣象中心在下午6時解除颱風藍色預警信號，當時雲雀位於江蘇昆山。但國家氣象中心預計江蘇、上海沿海地區仍有6級風及7-8級陣風。同日晚上11时，國家氣象中心对其停止编号。

#### 浙江
當地發佈之最高颱風預警信號： 颱風黃色預警信號
浙江省氣象局在8月1日下午2時半啟動重大氣象災害（颱風）四級應急響應，並在翌晨（2日）8時半提升至重大氣象災害（颱風）三級應急響應。

#### 上海

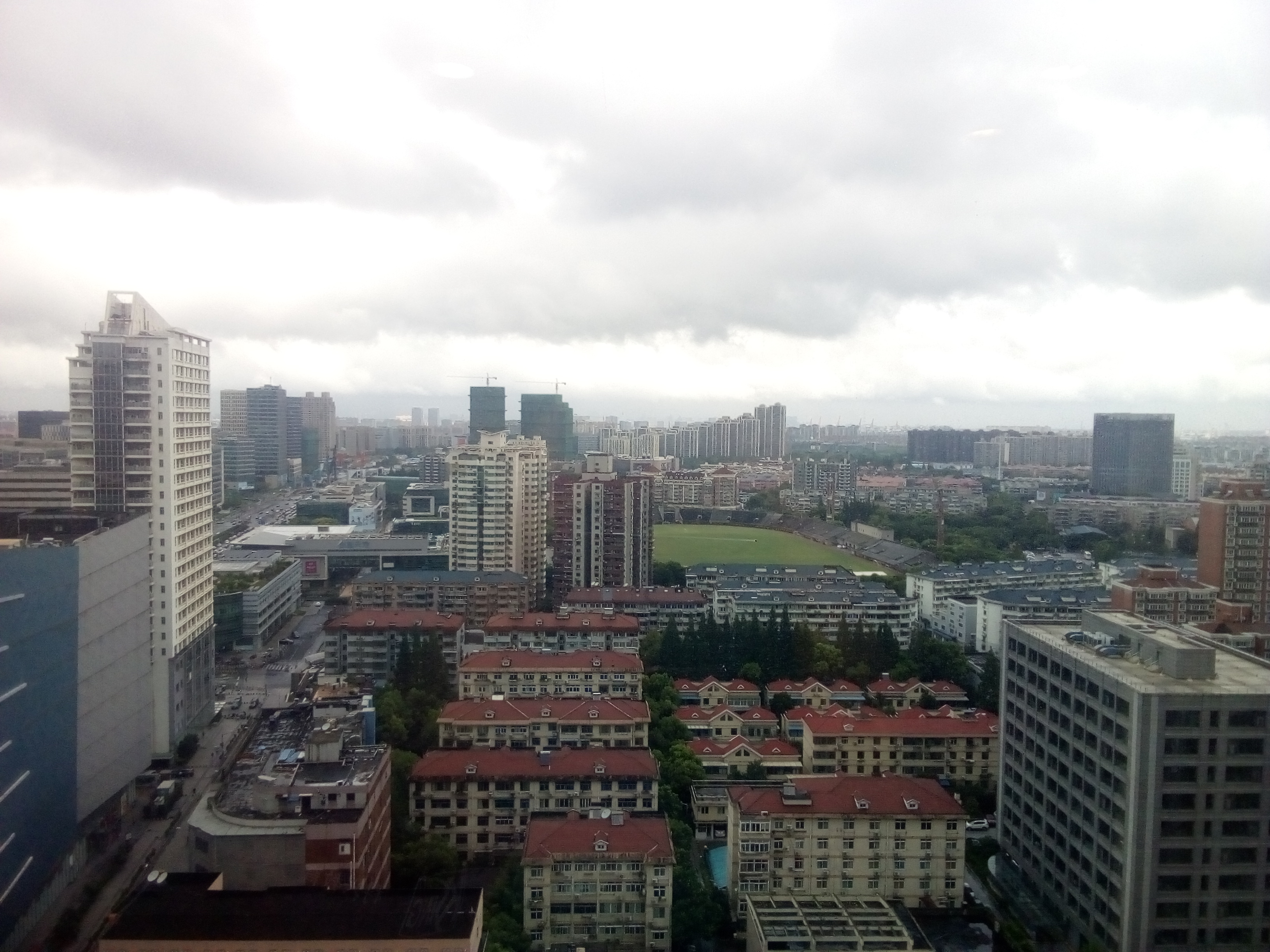
上海市杨浦区五角场地区在台风云雀吹袭时（上午9时30分）的场景

當地發佈之最高颱風預警信號： 颱風黃色預警信號
雲雀仍位於日本本州時，預測路徑已直指上海附近。上海中心氣象台在8月1日晚上8時半發佈颱風藍色預警信號，當時雲雀集結在浙江舟山市以東425公里。雖然雲雀在九州以南打圈，但對上海威脅不減，上海中心氣象台在2日中午12時發佈颱風黃色預警信號，而沿海的浦东、崇明、奉贤、金山则发布更高级别的台风橙色预警信号。當時雲雀移至浙江舟山市之東南偏東440公里，上海市气象局为此启动台风三级应急响应。為了防範大風暴雨帶來的災情，上海各級的防汛部門共撤離了13.42萬人，有摩天輪的車廂被吹到轉動，也有許多車子泡水。雲雀於上午10時半在金山區登陆，成為有紀錄以来第4個從東海登陆上海的熱帶氣旋，也是继熱帶氣旋安比之后，两周内第二个登陆上海的熱帶氣旋，为有紀录以来的首次，在登陆前夕，上海普遍測得六到八級陣風，而南漕东氣象站更測得每秒28.4公尺的十級陣風。随着云雀的强度逐渐减弱，对上海的影响逐渐减小，上海中心气象台于中午12时10分解除所有台风预警信号，並隨即發佈大風藍色預警信號，當時雲雀仍位於金山區。雲雀橫掃上海3個半小時後，經青浦區於下午4時移出上海境內，進入江蘇。

#### 安徽
當地發佈之最高颱風預警信號： 颱風藍色預警信號
雲雀在登陸上海後將循江蘇南部移入安徽，安徽省氣象局在8月2日早上11時啟動重大氣象災害（颱風）四級應急響應。由於預料安徽將受4級東風影響，安徽省氣象台在3日中午12時發出颱風藍色預警信號，當時雲雀位於上海金山境內。雲雀最終未有進入安徽境內，隨着雲雀減弱消散，安徽省氣象台在8月4日上午11時解除颱風藍色預警信號。

#### 江蘇

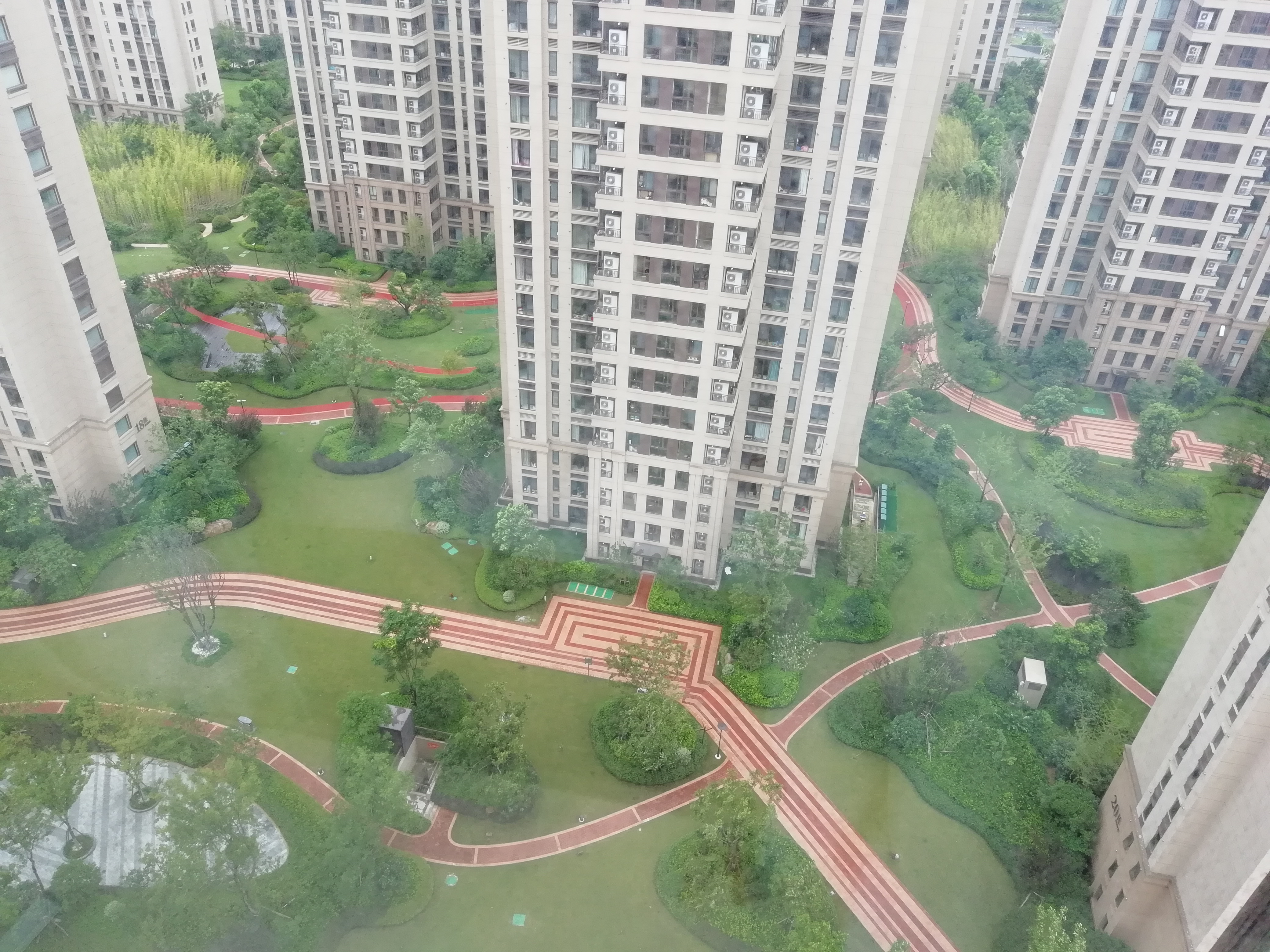
苏州市在雲雀吹襲期間的天氣。

當地發佈之最高颱風預警信號： 颱風藍色預警信號
由於預料雲雀登陸上海後將進入江蘇境內，江蘇省氣象台在8月2日下午1時55分發佈颱風藍色預警信號，當時雲雀集結在启东市之東南640公里，到下午3時正江蘇省氣象局啟動重大氣象災害（颱風）四級應急響應。雲雀在下午4時進入江蘇昆山市，並在當晚11時減弱消散，江蘇省氣象台在4日早上6時50分解除颱風藍色預警信號，江蘇省氣象局亦於早上9時半解除重大氣象災害（颱風）四級應急響應。

## 熱帶氣旋警告使用紀錄

### 中國大陸
| 国家气象中心 颱風預警信號 | 国家气象中心 颱風預警信號 | 国家气象中心 颱風預警信號 |
| ------------------------- | ------------------------- | ------------------------- |
| 上一熱帶氣旋              | 颱風藍色預警信號          | 下一熱帶氣旋              |
| 強烈熱帶風暴安比          | 颱風藍色預警信號          | 熱帶風暴摩羯              |

## 外部連結
| 太平洋颱風季             |
| 主題頁 - 專題 - 編輯指南 |

- （日語）日本氣象廳首頁 （页面存档备份，存于）
- （英文）聯合颱風警報中心首頁 （页面存档备份，存于）
- （简体中文）中央氣象台首頁
- （繁體中文）中央氣象局首頁 （页面存档备份，存于）
- （繁體中文）香港天文台首頁 （页面存档备份，存于）
- （繁體中文）澳門地球物理暨氣象局首頁 （页面存档备份，存于）
- （英文）菲律賓大氣地球物理和天文服務管理局首頁 （页面存档备份，存于）